# George Marshall (frälsningssoldat)
George Marshall, född 1887, död 1954, musikmästare i Frälsningsarmén i England, ingenjör och kompositör.
Marshall blev invalid genom en trafikolycka och ägnade sig åt musikstudier och blev tonsättare. Han har komponerat ett stort antal verk för hornmusik (Brassband) och har blivit kallad för "Frälsningsarméns marschkung".

## Sånger
- Herre, när jag hör din stämma